# Wladimir Mitrofanoff
Wladimir Mitrofanoff, né en 1933 à Paris, est un architecte français.

## Biographie
Il est élève au lycée Hoche.
Élève de Georges Gromort puis de Louis Arretche de 1952 à 1959 à l'École des beaux-arts de Paris, Wladimir Mitrofanoff obtient son diplôme d’architecte en 1964. Il est ensuite assistant de Louis Arretche à l’École des beaux-arts de 1966 à 1968 et professeur titulaire à l'École nationale supérieure des arts décoratifs de 1966 à 1999.
Epoux de l'artiste peintre France Mitrofanoff née Jung, il est le père d'Igor Mitrofanoff et de Marc Mitrofanoff

## Principales réalisations
- Musée de la Tapisserie à Aubusson (1981)
- Musée de l'Assistance publique à Paris (1983)
- Conservatoire du 5e arrondissement à Paris (1984)
- Musée archéologique de Nice (1988)
- Hôtel All Seasons Évry Cathédrale (1991)
- Collège Georges-Brassens à Taverny (1992)
- Immeubles de la coulée verte René-Dumont[4] à Paris (1993)
- Lycée professionnel Paul-Belmondo à Arpajon (1993)
- Lycée Georges-Clemenceau à Villemomble (1993)
- Lycée international Montebello à Lille (1995)
- Centre de gériatrie de l'hôpital Sainte-Perrine à Paris (1995)
- Hôpital de l'Archet à Nice (1996)
- Collège de Lamotte-Beuvron (1997)
- Hôpital mère-enfant à Lille (1997)
- Musée des Plans-reliefs à l'hôtel des Invalides à Paris (1998)

## Distinction
- Commandeur de l'ordre des Arts et des Lettres en 2000[5]
- Chevalier de la légion d'honneur en 1996[6]